# M'haya
M'haya (en árabe المهاية) es una comuna marroquí, situada en la provincia de Mequinez, en la región de Fez-Mequinez.

## Geografía física

### Localización
M'haya se encuentra a 38 km al noreste de Mequinez y a 27 km al suroeste de Fez.

## Demografía
Según el último censo realizado por el Alto Comisionado de Planificación, M'haya tenía en el año 2014 una población total de 26 395 habitantes. De entre ellos, 5 819 habitantes se encuentran en áreas urbanas dentro de la comuna, mientras que 20 576 habitantes se encuentran en áreas rurales.

## Economía

### Empleo
La población activa está formada fundamentalmente por varones. El 81.6 % de los varones se encuentran empleados o en búsqueda de empleo, mientras que solo el 9 % de las mujeres buscan o disponen de empleo.
La tasa de desempleo se situaba en el año 2014 en el 6.1 %. Entre la población masculina, la tasa de desempleo se situaba en el 4.9 %, mientras que entre las mujeres esta tasa se incrementa hasta el 17.3 %.

## Transportes
Por M'haya pasa la carretera nacional N6, que atraviesa el norte Marruecos en dirección suroeste, desde Uchda hasta Rabat. Por el norte, M'haya se encuentra comunicada con la carretera provincial P7071, y por el sur, con la P7075.

## Abastecimiento
El 89.5 % de los hogares dispone de electricidad. El 71.7 % dispone de agua corriente y solo el 17.6 % cuenta con conexión a una red de alcantarillado público.

## Educación
La tasa de analfabetismo se sitúa en M'haya en el 42.2 %. Existe una importante diferencia entre la población masculina y la femenina. El 29.5 % de los varones no saben leer ni escribir, mientras que en el caso de las mujeres este porcentaje sube al 55.1 %.
La tasa de escolarización entre los niños de 7 a 12 años se sitúa en el 91.6 %. En este caso la diferencia entre varones y mujeres es reducida: un 92.9 % entre los niños y un 90.3 % entre las niñas.